# الحصون الجرمانية
الحصون الجرمانية (اللاتينية: Limes Germanicus) كانت مجموعة من الأحزمة الحدودية (الليمس) والتي كانت تحدد المحافظات الرومانية القديمة لألمانيا السفلي، ألمانيا العليا ورائيتيا، مقسمة الإمبراطورية الرومانية والقبائل الجرمانية من العام 83 إلى حوالي 260م. وقد امتدت هذه الحصون في أوجها من مصب الراين في بحر الشمال بالقرب من ريغنسبورغ (كاسترا رينيا على نهر الدانوب، وقد وفر هذان النهران حماية طبيعية من التوغل في أراضي الإمبراطورية.